# Фоміна Юлія Гаврилівна
Фоміна Юлія Гаврилівна (26 липня 1907, м. Катеринослав, Російська імперія — 13 лютого 1997, Харків, Україна) — українська акторка Харківського українського драматичного театру імені Т. Г Шевченка.

## Біографія

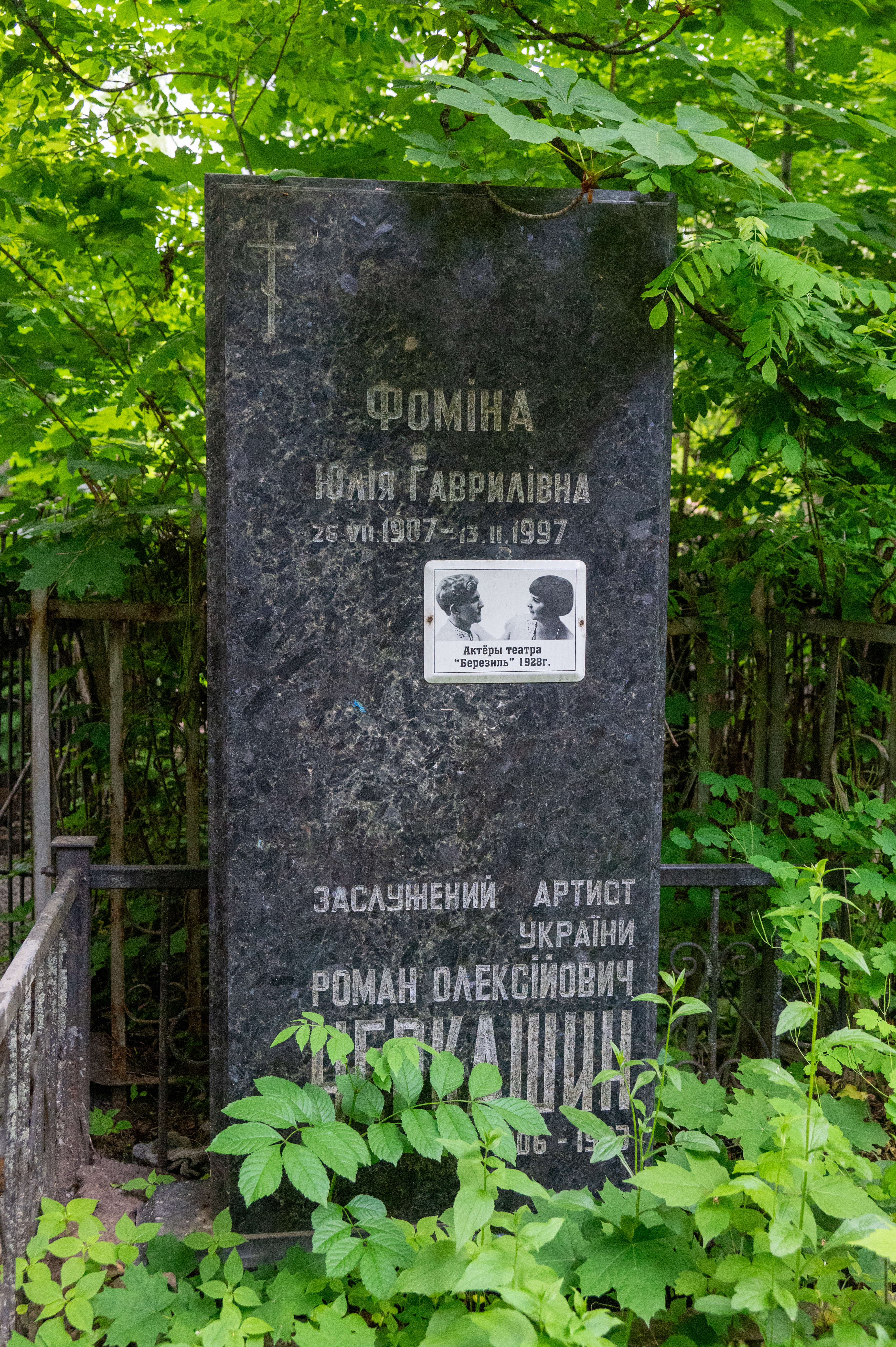
Могила акторів театру «Березіль» Юлії Фоміної та Романа Черкашина

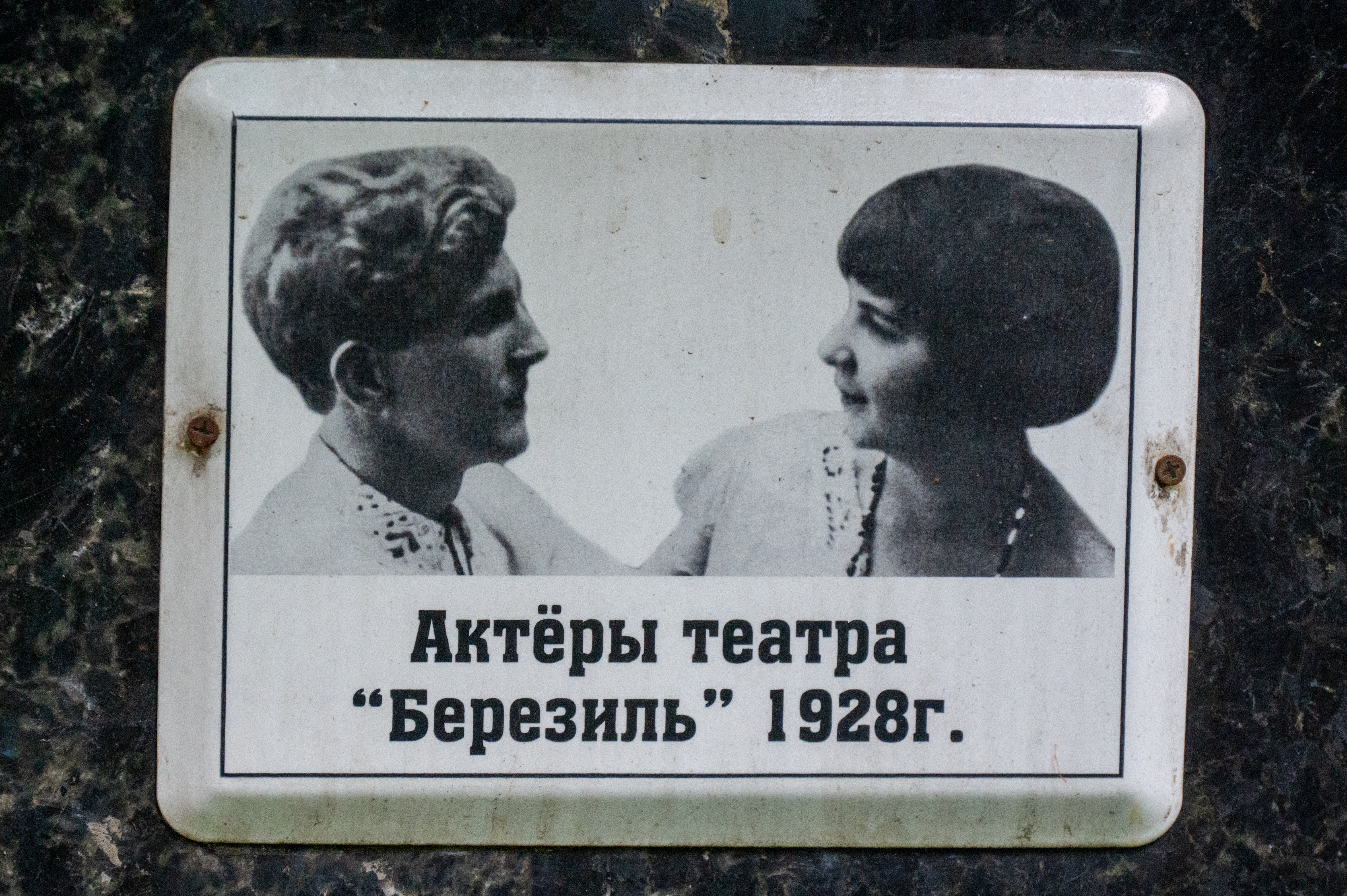
Могила акторів театру «Березіль» Юлії Фоміної та Романа Черкашина. Фрагмент

Юлія Фоміна народилася 26 липня 1907 у Катеринославі (тепер — м. Дніпро) у багатодітній сім'ї.
Освіту здобула у музичному училищі і балетній студії. Пізніше — у м. Дніпропетровську у студії театру ім. М. Заньковецької. Далі вступила до театрального відділу музично-драматичного інституту ім. М. Лисенка у Києві.
Разом з чоловіком актором Романом Олексійовичем Черкашиним 1926 приїхала до Москви, де вступила до балетного технікуму ім А. Луначарського.
У 1928 подружжя повернулося до Київського музично-драматичного інституту. Восени цього ж року Лесь Курбас запросив Фоміну та Черкашина до Харкова у свій театр «Березіль». Першу роль Юлія Фоміна отримала в масовці у виставі А. Піотровського «Пролог».
Загалом, на театральній сцені нею було зіграно понад 120 ролей. З них: Варавара в «Грозі» О. Островського, Єлизавета Достигаєва і ігуменя у виставі М. Горького «Єгор Буличов та інші». Фоміна грала майже в усіх п'єсах О. Корнійчука, М. Погодіна, також у десятьох виставах, поставлених М. Крушельницьким.
У роки Другої світової війни подружжя Черкашиних із частиною трупи театру евакуювалися в Республіку Німців Поволжя, з виставами об'їздили Росію, Урал, доводилося репетирувати і грати під бомбами. До Харкова повернулися у 1943.
Вершиною акторської майстерності Ю. Фоміної були 1940—1950 роки. Юлія Гаврилівна рано залишила сцену, але завжди була вірною своєму театру.
У 1972 було вирішено створити меморіальний музей театру «Березіль». Його організацію доручили Юлії Фоміній. До цього часу нею вже була зібрана велика кількість матеріалів, пов'язаних з творчістю Леся Курбаса, які зберігались у домашньому архіві Черкашиних. Перша експозиція була розгорнута напередодні 50-річчя театру ім. Т. Шевченка. Юлія Фоміна стала завідувачкою музею, який в театрі частіше називали як «Дім Юлії».
Померла Юлія Гаврилівна Фоміна у лютому 1997. Поховали її на Харківському міському кладовищі № 2 поряд із могилою чоловіка Р. О. Черкашина.

## Сім'я
- Чоловік — Черкашин Роман Олексійович (1906—1993), актор, заслужений артист України, професор.
  - Донька — Черка́шина-Губаре́нко Марина Романівна (1938-2024) — український музикознавець, музичний критик, педагог, лібретист.
    - Онука — Губаренко Ірина Віталіївна (1959 — 2004) — український композитор, театральний діяч, поетеса

## Публікації Ю. Фоміної
- Весняний шум: Уривки з мемуарів / Ю. Фоміна // Укр. театр.- 1996.- № 5.- С. 27-30; № 6.- С. 23-28.
- Мар'ян Крушельницький / Ю. Фоміна // Культура і життя.- 1997.- Квіт. (№ 15).- С.2.
- Вічне джерело творчості: (Актриса театру ім. Т. Г. Шевченка О. Бабенко) / Ю. Фоміна // Вечір. Харків. — 1986. — 17 трав.
- Черкашин, Роман Олексійович. Ми — березільці: театральні спогади — роздуми / Роман Олексійович Черкашин, Юлія Фоміна ; упоряд. В. Собіянський ; передм. Н. Єрмакова. — Б. м. : АКТА, 2008. — 336 с.